# Eupithecia subanis
Eupithecia subanis là một loài bướm đêm trong họ Geometridae.